# تبوعربين (آيت يحيى)
تبوعربين هي إحدى مشيخات المملكة المغربية، تتبع جغرافيا لإقليم ميدلت وإداريًا لآيت يحيى. يقدر عدد سكانها بـ 1433 نسمة حسب الإحصاء الرسمي للسكان والسكنى لسنة 2004.